# Gautier (entreprise)
 (juin 2013).
Si vous disposez d'ouvrages ou d'articles de référence ou si vous connaissez des sites web de qualité traitant du thème abordé ici, merci de compléter l'article en donnant les références utiles à sa vérifiabilité et en les liant à la section « Notes et références ».
Pour les articles homonymes, voir Gautier.
Gautier est une entreprise française d'ameublement.
Le groupe emploie 850 salariés, atteint 120 millions d'euros de chiffre d'affaires en 2018 via un réseau de 120 magasins, dont 70 en France
25% du chiffre d'affaires est réalisé à l'étranger.

## Historique
L'entreprise Gautier a été créée en 1958 par Patrice Gautier.
Originaire de Vendée, l'entreprise Gautier doit l’essentiel de son développement au « mobilier contemporain » et aux meubles pour chambres d'enfants, bien qu'étant désormais aussi présente sur la chambre adulte, les rangements, les dressings, le séjour et salon, les bureaux et bibliothèques et la literie. 
L'entreprise est également présente à l'international.
En 2024, l'entreprise est placée à sa demande en redressement judiciaire. En décembre 2024, elle envisage de supprimer 50 emplois sur 620.

## Organisation
Depuis 2003, l'entreprise développe aussi son propre réseau de magasins en France et à l'international. Les meubles Gautier sont uniquement vendus dans leurs points de vente en propre et dans leurs magasins franchisés à travers la France et l’international.

## Données financières
|                                               | 2014  | 2015  | 2016  | 2017  |
| Chiffre d'affaires (en millions d'euros)      | 120   | 116   |       | 105   |
| Résultat d'exploitation (en millions d'euros) | 11,10 | 8,44  |       | 2,72  |
| Résultat net (en millions d'euros)            | 5,96  | 4,65  |       | -0,68 |
| Dette (en millions d'euros)                   | 71,34 | 71,18 | 66,49 | 68,06 |
| Effectifs                                     | 881   | 898   | 883   | 865   |